# وصف الشعوب
وصف الشعوب (بالإنجليزية: Ethnography )‏ أو تعريباً: الإثنوغرافيا. هي الدراسة المنهجية للناس والثقافات. صُممت لاستكشاف الظاهرة الثقافية، إذ يلاحظ الباحث المجتمع من وجهة نظر موضوع الدراسة. 
وصف الشعوب وسائل لتمثيل ثقافة الجماعة بيانيًا وكتابيًا. وهكذا يمكن القول إن الكلمة تحتمل معنيين مزدوجين، إذ تعتمد جزئيًا على ما إذا كانت مستخدمة كاسم معدود أو غير قابل للعد. يعكس مجال الدراسة الناتج أو تقرير الحال، معرفة المعاني ونظامها في حياة الجماعة الثقافية. يتطلب زصف الشعوب بوصفها منهجًا لجمع البيانات أن تفحص سلوك المشاركين في مواقف اجتماعية معينة، وأيضًا فهم تفسيرهم لمثل هذا السلوك. يوضح ديوان (2018) علاوة على ذلك أن هذا السلوك ربما يكون قد تشكل عن طريق القيود التي يشعر بها المشاركون بسبب المواقف التي يتواجدون بها، أو من خلال المجتمع الذي ينتمون إليه. كان وصف الشعوب بوصفه عرضًا للبيانات التجريبية الخاصة بالمجتمعات والثقافات البشرية رائدة في أفرع علم الإنسان الثقافية والاجتماعية والحيوية، لكنها أصبحت شائعة أيضًا في العلوم الاجتماعية بشكل عام؛ علم الاجتماع ودراسات التواصل والتاريخ؛ إذ يدرس الناس الجماعات العرقية التكوينات والتركيبات وإعادة التوطين وخصائص الرفاه الاجتماعية والمادية والروحية والتكوين العرقي للناس. يُعد وصف الشعوب عادة دراسة ذات طابع شمولي أو كُلي، ولذلك فهي تشمل تحليل وتاريخ مختصر للتضاريس والمناخ والبيئة الطبيعية.
يتعين على وصف الشعوب في جميع الحالات أن يكون تأملياً وتملك مساهمات جوهرية في فهم الحياة الاجتماعية للبشر، ولها انعكاس جمالي على القارئ، وتعبر عن واقع موثوق. تسجل الإثنوغرافيا كامل السلوك المُلاحَظ وتصف كل علاقات الرمز والمعنى، مستخدمة المفاهيم التي تبتعد عن التفسيرات السببية. ركزت الإثنوغرافيا تقليديًا على التحديق الغربي تجاه الشرق الغريب، لكن يتصدى الباحثون الآن إلى الإثنوغرافيا في بيئتهم الاجتماعية الخاصة. ووفقًا لديوان (2018)، فحتى إن كنا نحن «الآخر» أو «واحدًا آخر» أو «الأصل»، فما زلنا مجرد «واحد آخر»، بسبب وجود العديد من المظاهر الزائفة لأنفسنا، والتي تربطنا بالناس وبالمظاهر المزيفة الأخرى التي تلقي الضوء على اختلافاتنا.

## التاريخ والمعنى

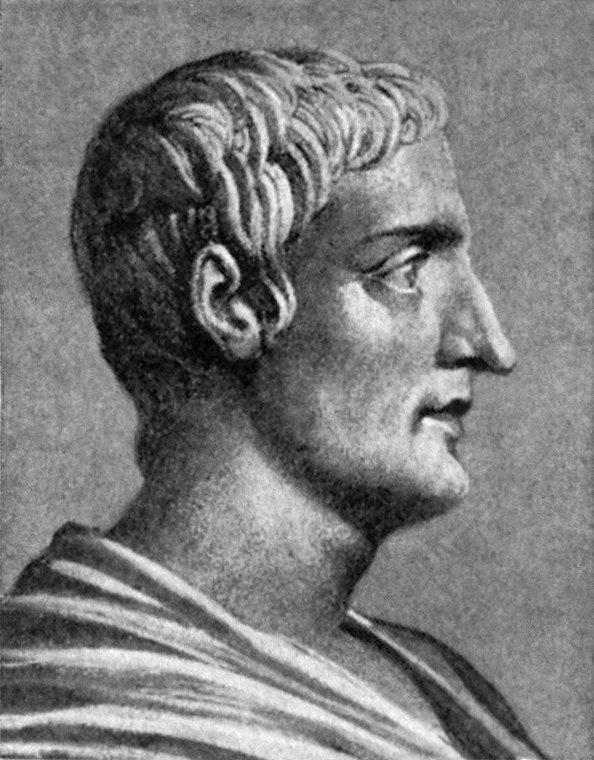
المؤرخ قايوس كورنيليوس تاكيتوس

اشتُقت كلمة إثنوغرافيا من الأصل الإغريقي إثنوس ἔθνος والتي تعني «جماعة»، وفي ما بعد أصبحت تعني «الناس أو الشعب»، والكلمة غرافيا graphy التي تعني «كتابة». تتركز الدراسات الإثنوغرافية حول مجموعات ثقافية كبيرة من الناس الذين يتفاعلون عبر الزمن. الإثنوغرافيا هي مجموعة من المناهج النوعية التي تُستخدم في العلوم الاجتماعية، إذ تركز على ملاحظة الممارسات والتفاعلات الاجتماعية. فهدفها هو ملاحظة الموقف أو الظاهرة بدون فرض أي إطار أو بناء استنتاجي على تلك الظاهرة، ورؤية كل شيء بوصفه غريبًا أو فريدًا من نوعه.
انحدر مجال وصف الشعوب في نشأته من أوروبا وإنجلترا في أواخر القرن التاسع عشر. وانتشرت أصوله في الولايات المتحدة خلال بدايات القرن العشرين. 
من بعض المساهمين الأساسيين:
- إ. ب. تايلور (1832 – 1917) من بريطانيا،
- لويس إتش مورغان (1818 – 1881)، وهو عالم أمريكي يُعد المؤسس للجوانب الثقافية والاجتماعية.

وهناك مجموعة من الباحثين من الولايات المتحدة ساهموا في فكرة النسبوية الثقافية في الأدبيات: 
- فرانز بوس (1858 – 1942)،
- مارغريت ميد (1901 – 1978)،
- ورث بنديكت (1887 – 1948)،
- وبرونسلو مالينوفسكي (1884 – 1942).

ركز مدخل بوس على استخدام الوثائق والمخبرين، بينما صرح مالينوفسكي بأنه ينبغي على الباحث الانخراط في العمل لفترات طويلة في مجال البحث، ويقوم بالملاحظة التشاركية من خلال معايشته للراوي وتجربته لأسلوب حياته. إنه يعطي وجهة نظر السكان الأصليين، وذلك هو أصل العمل الميداني ومناهجه.

## أنواع وصف الشعوب
هناك أنواع مختلفة من وصف الشعوب: وصف الشعوب الطائفي، وتاريخ الحياة، ووصف الشعوب النسوي.. إلخ. هناك نوعان شائعان في وصف الشعوب: الواقعي والنقدي. يستخدم العلماء بالشعوب الثقافيون الإثنوغرافيا الواقعية بوصفها مدخلًا تقليديًا. وضع ملامحها فان مانن (1988)، فهي تعكس نموذجًا معينًا يتخذه الباحث تجاه الحالة الفردية المدروسة. إنها دراسة موضوعية للموقف، وتتشكل من خلال منظور الطرف الثالث، من خلال الحصول على البيانات من الأفراد في المكان. يظل عالم الإثنوغرافيا كمراسل كلّيِّ العلم بالوقائع المخبأة. يُعد عالم الإثنوغرافيا الواقعية تقارير المعلومات في أسلوب قياسي، غير متأثر ظاهريًا بالميول الفردية والأهداف والأحكام السياسية. سوف يقدم المُحلِّل تقريرًا تفصيليًا عن الحياة اليومية للأفراد قيد الدراسة. يستخدم وصف الشعوب أيضًا فئات معيارية للوصف الثقافي (على سبيل المثال حياة العائلة وشبكة التواصل)، ويستخرج آراء المشاركين من خلال اقتباسات محررة بدقة، وهو يمتلك الكلمة الأخيرة حول كيفية تفسير وتقديم الثقافة.
وصف الشعوب النقدي هي نوع من البحث في وصف الشعوب يدافع فيه أصحابه عن تحرير الجماعات المهمشة في المجتمع. يكون الباحثون النقديون عادة أشخاصًا ذوي عقلية سياسية، إذ يتطلعون إلى اتخاذ موقف معارض لعدم المساواة والهيمنة. على سبيل المثال، قد يدرس الإثنوغرافي النقدي المدارس التي تقدم امتيازات لبعض الفئات من التلاميذ، أو الممارسات الإرشادية التي تخدم في التغاضي عن احتياجات المجموعات الممثلة تمثيلًا ناقصًا. والعناصر الهامة لوصف الشعوب النقدي هي تجسيد المدخل المحمل بالقيمة، وتمكين الناس من خلال منحهم مزيدًا من السلطة، وتحدي الوضع الراهن، ومناقشة الشؤون المتعلقة بالقوة والسيطرة. سوف يدرس الإثنوغرافي النقدي موضوعات مثل القوة والتمكين والظلم واللامساواة والهيمنة والقمع والسيطرة والفساد.

## ملامح البحث في وصف الشعوب
لا يسعى الباحث، وفقًا لديوان (2018)، إلى تعميم النتائج؛ عوضًا عن ذلك، يأخذها في اعتباره بالرجوع إلى سياق الموقف. أفضل طريقة لتكامل الإثنوغرافيا مع البحث الكمي في هذا الصدد هي أن تُستخدم لكشف العلاقات واكتشافها، ومن ثم تُستخدم البيانات الناتجة لاختبار وتفسير الافتراضات الإمبيريقية.
- تتضمن استقصاء عدد قليل جدًا من الحالات، وربما حالة واحدة فقط بشكل تفصيلي.
- تتضمن غالبًا العمل على البيانات غير المرتبة في المقام الأول. لم تُرمز تلك البيانات في مرحلة جمع البيانات عبر مصطلحات مجموعة مغلقة من الفئات التحليلية.
- تؤكد على استكشاف الظاهرة الاجتماعية عوضًا عن اختبار الفروض.
- يشتمل تحليل البيانات على تفسير وظائف ومعاني الأفعال البشرية. وتعتبر التفسيرات الشفهية هي الناتج الرئيسي عن ذلك، إذ يلعب التحليل الإحصائي والكمي دورًا ثانويًا.
- تنصب المناقشات المنهجية بشكل أكبر على التساؤلات بشأن كيفية تقديم تقرير عن النتائج في المجال عوضًا عن التركيز على أساليب جمع البيانات وتفسيرها.
- تنصب الدراسات الإثنوغرافية على وصف ثقافة جماعة بطريقة معقدة ومفصلة للغاية. يمكن للإثنوغرافيا أن تمثل الجماعة بأكملها أو جزء منها.
- تتضمن الانخراط في عمل ميداني مكثف، إذ تُجمع البيانات بشكل رئيسي عن طريق المقابلات والرموز والتحف المصنوعة والملاحظات والعديد من مصادر البيانات الأخرى.
- يستقصي الباحث وفقًا لنوع البحث الإثنوغرافي عن أنماط الأنشطة الذهنية للجماعة، إذ يُعبر عن أفكارها ومعتقداتها من خلال اللغة والأنشطة الأخرى، ويُعبر عن الطريقة التي تسلك بها من خلال أفعالها، والتي يلاحظها الباحث.
- يجمع الباحث في الإثنوغرافيا ما هو متاح وما هو طبيعي وما يقوم به الناس وما يقولونه وكيفية عملهم.[11]

## تقييم الإثنوغرافيا
لا تُقيَّم منهجية البحث الإثنوغرافي عادة عن طريق مصطلحات وجهات النظر الفلسفية (مثل الوضعية والنزعة الانفعالية). تحتاج الدراسات الإثنوغرافية إلى التقييم بطريقة ما. لا يوجد إجماع مقدم لمعايير التقييم، ولكن يقدم ريتشاردسن (2000) خمسة معايير قد يجدها العلماء بوصف الشعوب نافعة. ويناقش جابر ف. غُبريوم وجيمس أ. هولشتاين (1997) في دراستهما العلمية (اللغة الجديدة للمنهج النوعي) أشكال الإثنوغرافيا عبر مصطلحات حديثهم عن المناهج.
1. الإسهام الجوهري: «هل تساهم العينة في فهمنا للحياة الاجتماعية؟»
2. الميزة الجمالية: «هل نجحت تلك العينة من الناحية الجمالية؟»
3. التأمل الذاتي: «كيف كتب المؤلف هذا النص.. هل هناك وعي ذاتي كافٍ وظهور للذات أمام القارئ لإصدار أحكام بشأن وجهة النظر؟»
4. التأثير: «هل يؤثر ذلك عليّ؟ عاطفيًا؟ فكريًا؟ هل يحركني؟»
5. التعبير عن الواقع: «هل يبدو ذلك «حقيقيًا»؛ منظورًا ذا مصداقية بالمعنى الثقافي أو الاجتماعي أو الفردي أو الشعبي لما هو «واقعي»؟»